# Райт, Джессика Мэдисон
Дже́ссика Мэ́дисон Райт (англ. Jessica Madison Wright; 29 июля 1984, Цинциннати, Огайо, США — 21 июля 2006, Лексингтон, Кентукки, США) — американская актриса и фотомодель. Лауреат премии «Молодой актёр» (1995).

## Карьера, замужество и смерть
Джессика Мэдисон начала свою карьеру в 5-летнем возрасте в 1989 году в качестве модели. С 1995 по 1999 года Райт сыграла в 9-ти фильмах и сериалах. В 1995 году актриса получила премию «Молодой актёр» за роль Тру Дензигер из телесериала «Земля 2».
8 июля 2006 года Райт вышла замуж за студента-медика Брента Джозефа Моррис. 21 июля этого же года, за 8 дней до своего 22-летия, девушка скончалась от сердечного приступа после долгих лет различных проблем со здоровьем.